# George Gekas
George William Gekas (Harrisburg, 14 aprile 1930 – Harrisburg, 16 dicembre 2021) è stato un politico statunitense, membro della Camera dei Rappresentanti per lo stato della Pennsylvania dal 1983 al 2003.

## Biografia
Nato a Harrisburg da genitori greci, Gekas si laureò in giurisprudenza e lavorò come avvocato. Tra il 1960 e il 1966 fu district attorney della contea di Dauphin.
Entrato in politica con il Partito Repubblicano, nel 1967 approdò alla Camera dei rappresentanti della Pennsylvania, la camera bassa della legislatura statale. Vi rimase fino al 1974, quando fu sconfitto dall'avversario democratico. Due anni dopo fu eletto nella camera alta della legislatura, il Senato di stato della Pennsylvania, dove restò per sei anni.
Nel 1982 fu eletto alla Camera dei Rappresentanti nazionale e negli anni successivi fu riconfermato per altri nove mandati. Nel 2002 una ridefinizione dei distretti congressuali portò Gekas a concorrere nella stessa circoscrizione del collega democratico Tim Holden. La campagna elettorale fu molto combattuta e alla fine Gekas, repubblicano conservatore, venne sconfitto da Holden, democratico moderato.
George Gekas lasciò così il Congresso dopo vent'anni di permanenza, tornando a svolgere la professione di avvocato.